# Leichtathletik-Jugendafrikameisterschaften 2013
Die 1. Leichtathletik-Jugendafrikameisterschaften fanden vom 28. bis 31. März 2013 im Warri Township Stadium im westafrikanischen Warri statt.

## Resultate

### Jungen

#### 100 m
| Platz | Athlet                | Land | Zeit (s) |
| ----- | --------------------- | ---- | -------- |
| 1     | Divine Oduduru        | NGR  | 10,62    |
| 2     | Amanuel Abebe         | ETH  | 10,86    |
| 3     | Ismaila Adedeji Yusuf | NGR  | 10,87    |
| 4     | Ebrima Camara         | GAM  | 10,91    |
| 5     | Moad Dechraoui        | MAR  | 11,16    |
| 6     | Émilien Tchan Bi Chan | CIV  | 11,35    |
| 7     | Brian Kasinda         | ZIM  | 11,45    |
|       | Alieu Joof            | GAM  | DNF      |

29. März
Wind: +0,7 m/s

#### 200 m
| Platz | Athlet                | Land | Zeit (s) |
| ----- | --------------------- | ---- | -------- |
| 1     | Divine Oduduru        | NGR  | 21,56    |
| 2     | Haji Turie            | ETH  | 21,90    |
| 3     | Ismaila Adedeji Yusuf | NGR  | 22,03    |
| 4     | Amanuel Abebe         | ETH  | 21,71    |
| 5     | Brian Kasinda         | ZIM  | 22,37    |
| 6     | Assan Faye            | GAM  | 22,42    |
| 7     | Alagie Sonko          | GAM  | 22,65    |
| 8     | Sideney Araujo        | CPV  | 22,77    |

31. März
Wind: −1,5 m/s

#### 400 m
| Platz | Athlet                    | Land | Zeit (s) |
| ----- | ------------------------- | ---- | -------- |
| 1     | Keita Tijani              | GAM  | 47,39    |
| 2     | Gebre Galcha              | ETH  | 47,75    |
| 3     | Samson Oghenewe Nathaniel | NGR  | 47,89    |
| 4     | Sanneh Wandifa            | GAM  | 48,58    |
| 5     | Gemechu Alemu             | ETH  | 48,83    |
| 6     | Ferej Hamid Sulema        | ERI  | 50,53    |
| 7     | Omotoye Oluwasakin Oluwab | NGR  | 51,32    |
|       | Patrick Rono              | KEN  | DNS      |

29. März

#### 800 m
| Platz | Athlet               | Land | Zeit (min) |
| ----- | -------------------- | ---- | ---------- |
| 1     | Robert Biwott        | KEN  | 1:47,01    |
| 2     | Tsegay Tesfamariam   | ERI  | 1:47,89    |
| 3     | Patrick Kiprotich    | KEN  | 1:49,82    |
| 4     | Ferej Hamid Sulema   | ERI  | 1:49,84    |
| 5     | Mamush Lencho Shirko | ETH  | 1:50,78    |
| 6     | Adam Fathi           | SUD  | 1:51,62    |
| 7     | Jawad Douhri         | MAR  | 1:51,65    |
| 8     | Sabry Salem          | EGY  | 1:52,36    |

31. März

#### 1500 m
| Platz | Athlet             | Land | Zeit (min) |
| ----- | ------------------ | ---- | ---------- |
| 1     | Robert Biwott      | KEN  | 3:41,96    |
| 2     | Yenew Tebikew      | ETH  | 3:43,84    |
| 3     | Tsegay Tesfamariam | ERI  | 3:44,29    |
| 4     | Daniel Gidey       | ETH  | 3:45,15    |
| 5     | Meshack Letim      | KEN  | 3:46,76    |
| 6     | Tesfu Tewelde      | ERI  | 3:49,29    |
| 7     | Sabry Salem        | EGY  | 3:53,99    |
| 8     | Adam Abdelwahab    | SUD  | 3:55,33    |

29. März

#### 3000 m
| Platz | Athlet                    | Land | Zeit (min) |
| ----- | ------------------------- | ---- | ---------- |
| 1     | Awet Nftalem Kibrab       | ERI  | 8:17,28    |
| 2     | Edwin Melly               | KEN  | 8:17,85    |
| 3     | Meshack Letim             | KEN  | 8:18,19    |
| 4     | Tsedat Abeje Ayana        | ETH  | 8:21,02    |
| 5     | Zekele Getanhe Bekele     | ETH  | 8:23,97    |
| 6     | Mohamed Ismail Ibrahim    | DJI  | 8:29,33    |
| 7     | Miebale Andemicael Gebrez | ERI  | 8:30,01    |
| 8     | Kadar Abib Ainan          | DJI  | 8:38,52    |

31. März

#### 10.000 m Bahngehen
| Platz | Athlet                 | Land | Zeit (min) |
| ----- | ---------------------- | ---- | ---------- |
| 1     | Gonfa Bonsa            | ETH  | 52:25,34   |
| 2     | Getamesay Nigusse      | ETH  | 52:41,56   |
| 3     | Yassine Khalouki       | MAR  | 54:36,02   |
| 4     | Fatoyinbo Gbenga Amos  | NGR  | 55:57,47   |
| 5     | Olowa Wasiu Oluwasesan | NGR  | 58:21,10   |
|       | Khallmki Mohammed      | MAR  | DNS        |

28. März

#### 110 m Hürden
| Platz | Athlet                | Land | Zeit (s) |
| ----- | --------------------- | ---- | -------- |
| 1     | Ifeanyi Atuma         | NGR  | 14,00    |
| 2     | Bashiru Abdullahi     | NGR  | 14,12    |
| 3     | Creve Armando Machava | MOZ  | 14,31    |
| 4     | Gueye Papa            | SEN  | 15,31    |
| 5     | Ahmed Khaled Fawzy    | EGY  | 15,88    |
| 6     | Brian Chipfakacha     | ZIM  | 16,99    |
| 7     | Elliot Mensah         | GAM  | DNS      |

Finale: 31. März
Wind: −1,6 m/s

#### 2000 m Hindernis
| Platz | Athlet                 | Land | Zeit (min) |
| ----- | ---------------------- | ---- | ---------- |
| 1     | Edwin Melly            | KEN  | 5:42,18    |
| 2     | Meresa Kahsay          | ETH  | 5:42,20    |
| 3     | Hailemariyam Amare     | ETH  | 5:45,50    |
| 4     | Hicham Chamlal         | MAR  | 5:46,83    |
| 5     | Abraham Kibiwot        | KEN  | 5:53,90    |
| 6     | Mohamed Ismail Ibrahim | DJI  | 5:59,31    |
| 7     | Kadar Abib Ainan       | DJI  | 5:59,39    |
| 8     | Salama Modihi          | EGY  | 6:05,18    |

29. März

#### Sprintstaffel (100 m – 200 m – 300 m – 400 m)
| Platz | Land      | Athleten                                                                                      | Zeit (s) |
| ----- | --------- | --------------------------------------------------------------------------------------------- | -------- |
| 1     | Gambia    | Ebrima Camara Alieu Joof Sonko Alagie Keita Tijani                                            | 1:53,35  |
| 2     | Äthiopien | Amanuel Abebe Haji Turie Gemechu Alemu Gebre Galcha                                           | 1:54,31  |
| 3     | Nigeria   | Ismaila Adedeji Yusuf Divine Oduduru Oluwasakin Oluwab Omotoye Samson Oghenewe Nathaniel      | 1:54,58  |
| 4     | Sudan     | Adam Nasur Abakar Mutwakil Adam Abdelwahab Adam Fathi                                         | 2:00,48  |
| 5     | Ägypten   | Mohamed Ashraf Abdelhassi Ahmed Khaled Fawzy Mustafa Mohamed Ramadan Mohamed Asar Sabry Salem | 2:02,84  |
| 6     | Marokko   | Moad Dechraoui Mourane Aissaoui Jawad Douhri Hicham Chemlal                                   | 1:59,40  |
| 7     | Togo      | Fridinand Magli Yao Kodjo Guedze Aminou Adetchina Zakaria Ouro-Kefia                          | 2:15,05  |
|       | Tschad    | Thierry Dingamnayal Djinet Moussa Haroun Oumar Zakaria Djarma                                 | DNF      |

29. März

#### Hochsprung
| Platz           | Athlet                  | Land | Höhe (m) |
| --------------- | ----------------------- | ---- | -------- |
| 1               | Gemechu Tamiru          | ETH  | 2,00     |
| 2               | Yatana Lamita           | ETH  | 1,95     |
| 3               | Uruemu Theophilus Ejovi | NGR  | 1,95     |
| 4               | Muchena Tinashe         | ZIM  | 1,90     |
| 5               | Awoke Chizoba Moses     | NGR  | 1,90     |
| 6               | Tiemtore Ramzi          | BUR  | 1,85     |
| 7               | Mustafa Mohamed Ramadan | EGY  | 1,75     |
|                 | Brian Mhuriyengwe       | ZIM  | NM       |
| Simbayi Mundede | ZIM                     | NM   |          |
| Freddy Oyono    | CMR                     | NM   |          |

31. März

#### Weitsprung
| Platz          | Athlet                        | Land | Weite (m) |
| -------------- | ----------------------------- | ---- | --------- |
| 1              | Oreva-Oghene Joseph Edafiadhe | NGR  | 6,91      |
| 2              | Mesfin Abebe                  | ETH  | 6,85      |
| 3              | David Oke Ejumeta             | NGR  | 6,85      |
| 4              | Marouane Aissaoui             | MAR  | 6,74      |
| 5              | Mohamed Ashraf Abdelhassi     | EGY  | 6,68      |
| 6              | Pedro Moises Carimina         | ANG  | 5,71      |
| 7              | Papa Gueye                    | SEN  | 5,49      |
|                | Moureddine el-Atifi           | MAR  | NM        |
| Freddy Oyono   | CMR                           | NM   |           |
| Nalicy Chirada | MAW                           | NM   |           |
| Rutsate Trust  | ZIM                           | NM   |           |

28. März

#### Dreisprung
| Platz            | Athlet                    | Land | Weite (m) |
| ---------------- | ------------------------- | ---- | --------- |
| 1                | Fabian Ime Edoki          | NGR  | 15,18     |
| 2                | Felix Watmon              | UGA  | 15,05     |
| 3                | Uruemu Theophilus Ejovi   | NGR  | 14,70     |
| 4                | Marouane Aissaoui         | MAR  | 14,54     |
| 5                | Mohamed Ashraf Abdelhassi | EGY  | 13,59     |
|                  | Abdourahim Babikir        | CHA  | NM        |
| Coulibaly Moriba | MLI                       | NM   |           |
| Marico Lansana   | SEN                       | 1NM  |           |

30. März

#### Kugelstoßen
| Platz | Athlet                  | Land | Weite (m) |
| ----- | ----------------------- | ---- | --------- |
| 1     | Mohamed Magdi Hamza     | EGY  | 20,17     |
| 2     | Sherif Adel Salem Ahmed | EGY  | 19,57     |
| 3     | Wilhelm Radameyer       | NAM  | 16,96     |
| 4     | Valentine Udeh          | NGR  | 16,10     |
| 5     | Kevin Mulega            | ZIM  | 12,58     |
| 6     | Felix Watmon            | UGA  | 12,25     |
| 7     | David Aniemena          | NGR  | 11,05     |
| 8     | Tinashe Muchena         | ZIM  | 10,97     |

29. März

#### Diskuswurf
| Platz | Athlet                  | Land | Weite (m) |
| ----- | ----------------------- | ---- | --------- |
| 1     | Sherif Adel Salem Ahmed | EGY  | 60,46     |
| 2     | Mohamed Magdi Hamza     | EGY  | 56,96     |
| 3     | Wilhelm Radameyer       | NAM  | 42,77     |
| 4     | David Aniemena          | NGR  | 36,49     |
| 5     | Kevin Mulega            | ZIM  | 36,00     |
| 6     | Dominic Ossai           | NGR  | 34,18     |
| 7     | Brian Chipfakacha       | ZIM  | NM        |

31. März

#### Speerwurf
| Platz                      | Athlet                    | Land | Weite (m) |
| -------------------------- | ------------------------- | ---- | --------- |
| 1                          | Abola Ubang               | ETH  | 64,67     |
| 2                          | Fahmi Fahmi Yousse Talaat | EGY  | 58,62     |
| 3                          | Valentine Udeh            | NGR  | 58,07     |
| 4                          | Ernest Agwaza             | NGR  | 52,54     |
| 5                          | Brian Chipfakacha         | ZIM  | 46,26     |
|                            | Nada Zaineldien Kamal     | EGY  | NM        |
| Aya Mohamed Tawfik el-Saee | EGY                       | NM   |           |

30, März

#### Achtkampf
| Platz | Athlet                  | Land | Punkte |
| ----- | ----------------------- | ---- | ------ |
| 1     | Mustafa Mohamed Ramadan | EGY  | 5360   |
| 2     | Samuel Adetola          | NGR  | 4820   |
| 3     | Louis Joe Stevenson     | MRI  | 4566   |
| 4     | Ade Shadrack            | NGR  | ?      |

### Mädchen

#### 100 m
| Platz           | Athlet           | Land | Zeit (s) |
| --------------- | ---------------- | ---- | -------- |
| 1               | Adewunmi Adewale | NGR  | 11,87    |
| 2               | Prenam Pesse     | TOG  | 12,25    |
| 3               | Suraj Neima      | ETH  | 12,41    |
| 4               | Ruva Mzinde      | ZIM  | 12,67    |
| 5               | Felie Mboyi      | COD  | 12,68    |
| 6               | Joy Mphatho      | BOT  | 12,68    |
|                 | Maureen Banura   | UGA  | DNS      |
| Cecilia Francis | NGR              | DSQ  |          |

29. März
Wind: −0,3 m/s
Die ursprüngliche Silbermedaillengewinnerin Cecilia Francis aus Nigeria wurde nachträglich auf anabole Steroide getestet und ihre Silbermedaille daraufhin aberkannt.

#### 200 m
| Platz | Athlet            | Land | Zeit (s) |
| ----- | ----------------- | ---- | -------- |
| 1     | Adewunmi Adewale  | NGR  | 24,13    |
| 2     | Tobi Amusan       | NGR  | 24,45    |
| 3     | Tegest Tamangnu   | ETH  | 24,76    |
| 4     | Pesse Prenam      | TOG  | 25,18    |
| 5     | Maureen Banura    | UGA  | 25,66    |
| 6     | Ruva Mzinde       | ZIM  | 25,79    |
| 7     | Yvonne Vanhuvanoe | ZIM  | 25,87    |
| 8     | Joy Mphatho       | BOT  | 26,17    |

Finale: 31. März
Wind: −0,8 m/s

#### 400 m
| Platz | Athlet            | Land | Zeit (s) |
| ----- | ----------------- | ---- | -------- |
| 1     | Edidiong Odiong   | NGR  | 54,46    |
| 2     | Abimbola Junaid   | NGR  | 54,81    |
| 3     | Galefele Moroko   | BOT  | 55,52    |
| 4     | Regasa Chaltu     | ETH  | 56,19    |
| 5     | Nagaho Kore Tola  | ETH  | 56,20    |
| 6     | Nafy Mane         | SEN  | 56,40    |
| 7     | Yvonne Vanhuvanoe | ZIM  | 59,08    |
| 8     | Mariette Agbety   | BEN  | 59,40    |

Finale: 29. März

#### 800 m
| Platz | Athlet              | Land | Zeit (min) |
| ----- | ------------------- | ---- | ---------- |
| 1     | Zeyituna Mohammed   | ETH  | 2:05,05    |
| 2     | Dureti Edau         | ETH  | 2:06,04    |
| 3     | Oluwatobiloba Asamu | NGR  | 2:06,59    |
| 4     | Jarinter Mwasya     | KEN  | 2:09,79    |
| 5     | Eva Cherono         | KEN  | 2:13,47    |
| 6     | Soukaina Hajji      | MAR  | 2:13,79    |
| 7     | Stella Sunday       | NGR  | 2:14,71    |
| 8     | Asmelash Weldetson  | ERI  | 2:17,56    |

29. März

#### 1500 m
| Platz | Athlet                    | Land | Zeit (min) |
| ----- | ------------------------- | ---- | ---------- |
| 1     | Dureti Edau               | ETH  | 4:27,61    |
| 2     | Eva Cherono               | KEN  | 4:28,47    |
| 3     | Yemegn Wedhen             | ETH  | 4:29,96    |
| 4     | Kidanu Teshome Teweldemed | ERI  | 4:32,43    |
| 5     | Nwokeoji Chinonso         | NGR  | 4:37,06    |
| 6     | Elsa Alay Nabtemicael     | ERI  | 4:40,78    |
| 7     | Sarah Ogunola             | NGR  | 4:43,72    |
| 8     | Venculine Nukanadayisenga | RWA  | 4:50,85    |

31. März

#### 3000 m
| Platz | Athlet                    | Land | Zeit (min) |
| ----- | ------------------------- | ---- | ---------- |
| 1     | Mercy Chepwogen           | KEN  | 09:17,52   |
| 2     | Daisy Jepkemei            | KEN  | 09:17,69   |
| 3     | Tefera Adhena             | ETH  | 09:19,41   |
| 4     | Minalle Bezuager          | ETH  | 09:26,73   |
| 5     | Simret Weldeghabr Gebrekr | ERI  | 09:59,33   |
| 6     | Elsa Alay Nabtemicael     | ERI  | 10:16,33   |
| 7     | Chinonso Nwokeoji         | NGR  | 10:43,76   |
| 8     | Monica Mandung            | NGR  | 10:51,28   |

28. März

#### 5000 m Bahngehen
| Platz | Athlet              | Land | Zeit (min) |
| ----- | ------------------- | ---- | ---------- |
| 1     | Tege Gebretsadeke   | ETH  | 29:31,01   |
| 2     | Habtamniesh Wale    | ETH  | 29:48,00   |
| 3     | Sarah Loveth Malagu | NGR  | 30;20,88   |
| 4     | Sara el-Bouayadi    | MAR  | 30:41,52   |
|       | Kehinde Aniyi       | NGR  | DNS        |
|       | Asmaa Tobah Saleh   | EGY  | DNS        |

30. März

#### 100 m Hürden
| Platz | Athlet             | Land | Zeit (s) |
| ----- | ------------------ | ---- | -------- |
| 1     | Lina Ahmed         | EGY  | 14,04    |
| 2     | Rebecca Oshinbanjo | NGR  | 14,73    |
| 3     | Aderonke Ademosu   | NGR  | 14,75    |
| 4     | Konjit Teshome     | ETH  | 14,98    |
| 5     | Nezha el-Ghali     | MAR  | 15,69    |
| 6     | Yvonne Thomas      | ZIM  | 17,89    |

29. März
Wind: −0,2

#### 400 m Hürden
| Platz | Athlet                | Land | Zeit (s) |
| ----- | --------------------- | ---- | -------- |
| 1     | Glory Onome Nathaniel | NGR  | 62,04    |
| 2     | Sarah Aderonke Kadiri | NGR  | 62,92    |
| 3     | Nezha el-Ghali        | MAR  | 64,99    |
| 4     | Lina Ahmed            | MAR  | DNF      |
| 5     | Nimi Arzita           | BUR  | DNS      |

31. März

#### 2000 m Hindernis
| Platz | Athlet                    | Land | Zeit (min) |
| ----- | ------------------------- | ---- | ---------- |
| 1     | Daisy Jepkemei            | KEN  | 6:24,52    |
| 2     | Stella Rutto              | KEN  | 6:30,64    |
| 3     | Yeabsira Bitew            | ETH  | 6:42,18    |
| 4     | Tigist Gebreamanuel Mulat | ETH  | 6:46,97    |
| 5     | Rotkang James             | NGR  | 8:07,98    |

31. März

#### Sprintstaffel (100 m – 200 m – 300 m – 400 m)
| Platz | Land      | Athleten                                                        | Zeit (min) |
| ----- | --------- | --------------------------------------------------------------- | ---------- |
| 1     | Äthiopien | Neima Sefa Tegest Tamangnu Chaltu Shume Kore Tola               | 2:13,55    |
| 2     | Simbabwe  | Yvonne Vanhuvanoe Yvonne Thomas Rutendo Kanda Mzinde Ruva       | 2:22,33    |
| 3     | Marokko   | Rhizlane Siba Salma el-Moutaraji Nezha el-Ghali Soukaina Hajji  | 2:23,83    |
| 4     | Nigeria   | Cecilia Francis Deborah Adewale Edidiong Odiong Abimbola Junaid | DSQ        |

31. März
Der ursprünglichen Siegerstaffel aus Nigeria wurde die Goldmedaille wegen eines Dopingverstoßes einer Athletin wieder aberkannt.

#### Hochsprung
| Platz | Athlet                 | Land | Höhe (m) |
| ----- | ---------------------- | ---- | -------- |
| 1     | Rhizlane Siba          | MAR  | 1,80     |
| 2     | Chinenye Juliet Anslem | NGR  | 1,65     |
| 3     | Ariyat Dibow Ubang     | ETH  | 1,65     |
| 4     | Tina Samson            | NGR  | 1,65     |
| 5     | Kamal Riham Hamdy      | EGY  | 1,65     |
| 6     | Ukelo Kut Uchan        | ETH  | 1,50     |
|       | Pascaline Boro         | BUR  | NM       |

30. März

#### Weitsprung
| Platz                 | Athlet            | Land | Weite (m) |
| --------------------- | ----------------- | ---- | --------- |
| 1                     | Esraa Owis        | EGY  | 5,63      |
| 2                     | Mercy Abire       | NGR  | 5,63      |
| 3                     | Tobi Amusan       | NGR  | 5,52      |
| 4                     | Pascaline Boro    | BUR  | 5,20      |
| 5                     | Aga Nyebolo Uguda | ETH  | 5,13      |
|                       | Yvonne Thomas     | ZIM  | NM        |
| Kamal Nada Zaineldien | EGY               | NM   |           |
| Mahama Soureya        | CMR               | NM   |           |
| Yousra Kannoussi      | MAR               | NM   |           |

29. März

#### Dreisprung
| Platz | Athlet                    | Land | Weite (m) |
| ----- | ------------------------- | ---- | --------- |
| 1     | Kasie Veronica Ugeh       | NGR  | 12,56     |
| 2     | Pascaline Boro            | BUR  | 11,90     |
| 3     | Esraa Owis                | EGY  | 11,79     |
| 4     | Aga Nyebolo Uguda         | ETH  | 11,57     |
| 5     | Precious Okoronkwor       | NGR  | 11,48     |
| 6     | Konjit Teshome Gebremedhi | ETH  | 11,33     |
| 7     | Salma el-Moutaraji        | MAR  | 10,55     |

31. März

#### Kugelstoßen
| Platz | Athlet                    | Land | Weite (m) |
| ----- | ------------------------- | ---- | --------- |
| 1     | Judith Anulika Aniefuna   | NGR  | 14,46     |
| 2     | Amira Sayed               | EGY  | 13,61     |
| 3     | Rechelle Djossou          | BEN  | 12,93     |
| 4     | Haidy Samir Ahmed Noureld | EGY  | 12,88     |
| 5     | Carine Koukou             | BEN  | 12,70     |
| 6     | Kadietou Camara           | GUI  | 09,38     |

31. März

#### Diskuswurf
| Platz | Athlet             | Land | Weite (m) |
| ----- | ------------------ | ---- | --------- |
| 1     | Amira Sayed        | EGY  | 42,40     |
| 2     | Fatma Khaled Abdou | EGY  | 36,66     |
| 3     | Carine Koukou      | BEN  | 21,32     |
| 4     | Kadietou Camara    | GUI  | 15,74     |

28. März

#### Hammerwurf
| Platz | Athlet                 | Land | Weite (m) |
| ----- | ---------------------- | ---- | --------- |
| 1     | Esraa Mohamed          | EGY  | 61,52     |
| 2     | Tarek Sayed Hassan Aya | EGY  | 56,01     |
| 3     | Esther Melissa Arlanda | MRI  | 47,70     |
| 4     | Tolani Omizi Sophiat   | NGR  | 40,45     |
| 5     | Celia Ekpeyoung Inyang | CMR  | 31,29     |

29. März

#### Speerwurf
| Platz | Athlet                    | Land | Weite (m) |
| ----- | ------------------------- | ---- | --------- |
| 1     | Kasie Veronica Ugeh       | NGR  | 44,33     |
| 2     | Bire Dubale               | ETH  | 40,35     |
| 3     | Mohamed Tawfik Elsaee Aya | EGY  | 36,31     |
| 4     | Rechelle Djossou          | BEN  | 29,15     |
| 5     | Nada Zaineldien Kamal Sal | EGY  | 22,55     |
|       | Judit Aniefuna            | NGR  | NM        |

30. März

#### Siebenkampf
| Platz | Athlet                    | Land | Punkte |
| ----- | ------------------------- | ---- | ------ |
| 1     | Hamdy Kamal Riham         | EGY  | 4604   |
| 2     | Rebecca Temida Oshinbanjo | NGR  | 4463   |
| 3     | Salma el-Mmoutaraji       | MAR  | 4028   |
| 4     | Celine Marc               | MRI  | 3535   |

29./30. März

## Abkürzungen
| - WR = Weltrekord - WJR = Juniorenweltrekord - OR = olympischer Rekord - YOR = olympischer Jugendrekord - AR = Kontinentalrekord - AJR = Juniorenkontinentalrekord - NR = nationaler Rekord - NJR = nationaler Juniorenrekord - CR = Meisterschaftsrekord - MR = Veranstaltungsrekord | - WB = Weltbestleistung - WJB = Juniorenweltbestleistung - WYB = Jugendweltbestleistung - AB = Kontinentbestleistung - AJB = Juniorenkontinentalbestleistung - AYB = Jugendkontinentalbestleistung - NB = nationale Bestleistung - NJR = nationale Juniorenbestleistung - NYB = nationale Jugendbestleistung | - PB = persönliche Bestleistung - SB = persönliche Saisonbestleistung - QB = Qualifikationsbestleistung - WL = Weltjahresbestleistung - WJL = Juniorenweltjahresbestleistung - WYL = Jugendweltjahresbestleistung - DSQ = disqualifiziert (engl. Disqualified) - DNS = Wettkampf nicht angetreten (engl. Did Not Start) - DNF = Wettkampf nicht beendet (engl. Did Not Finish) |